# Halowe Mistrzostwa Holandii w Lekkoatletyce 1969
1. Halowe Mistrzostwa Holandii w Lekkoatletyce – halowe zawody lekkoatletyczne, które odbyły się w marcu 1969 roku w Amsterdamie.

## Rezultaty

### Mężczyźni
| Konkurencja:                   | 1. miejsce         | Rezultat |
| Bieg na 60 metrów              | Piet Tamminga      | 6,8      |
| Bieg na 800 metrów             | Geert Udding       | 1:59,6   |
| Bieg na 1500 metrów            | Carsten Kamp       | 4:08,4   |
| Bieg na 3000 metrów            | Henk Snepvangers   | 8:36,4   |
| Bieg na 60 metrów przez płotki | Hans van Enkhuizen | 8,4      |
| Skok wzwyż                     | Peter Geelen       | 1,90     |
| Skok o tyczce                  | Cees de Winter     | 4,00     |
| Skok w dal                     | Piet Molenaar      | 6,84     |
| Pchnięcie kulą                 | J. Nelis           | 13,53    |

### Kobiety
| Konkurencja:                   | 1. miejsce           | Rezultat |
| Bieg na 60 metrów              | Trudy Ruth           | 7,8      |
| Bieg na 60 metrów przez płotki | Trudy Ruth           | 9,0      |
| Skok wzwyż                     | Mary van der Raadt   | 1,65     |
| Skok w dal                     | Ella Deurloo         | ?        |
| Pchnięcie kulą                 | Mieke van Rangelrooy | 14,45    |